# 五ツ嶋奈良男
五ツ嶋 奈良男（いつつしま ならお、1912年12月22日 - 1973年5月6日）は、長崎県南松浦郡奈良尾村（現：長崎県南松浦郡新上五島町）出身で出羽海部屋に所属した大相撲力士。本名は金崎 伊佐一（かなさき いさいち）。最高位は東張出大関。

## 来歴

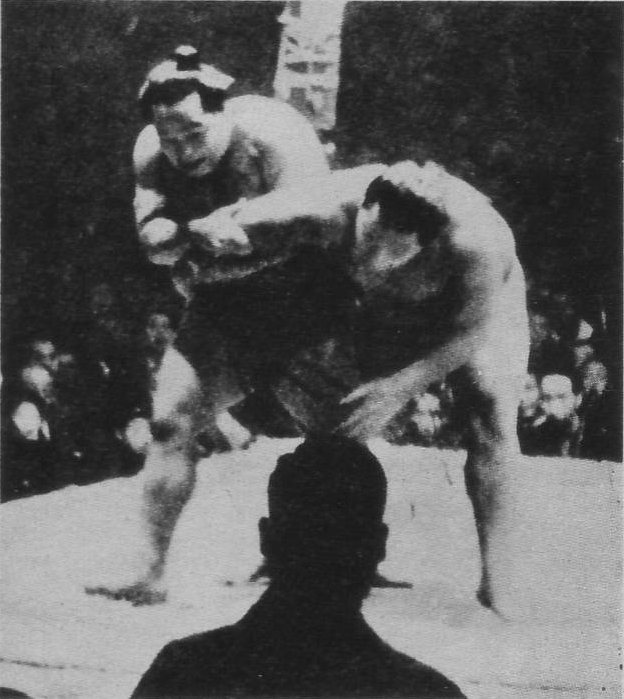
1940年5月場所、双葉山（右）をとったりで破る五ツ嶋

1912年12月22日に長崎県南松浦郡奈良尾村（現：長崎県南松浦郡新上五島町）で生まれる。地元では漁師をしていたが、土地相撲では漁師で鍛え上げられた足腰を武器に大関を務めるなど、強豪力士として活躍した。ある日、常ノ花寛市の引退興行が地元・長崎県に来た際に見出されて出羽海部屋へ入門、1930年5月場所で初土俵を踏んだ。
あまり出世は早く無かったが、広い肩幅と堅固な体格を武器に1936年5月場所において新入幕を果たすと、強い足腰と腕力で幕内上位で活躍した。相手に思い切り当たらせておいてから巻き落としで捻ったり、豪快な下手捻りで相手を破るなど、本場所では弱く稽古場では強かったことから「稽古場横綱」と称された。1940年1月場所では双葉山定次に初勝利して11勝4敗の好成績を挙げ、翌場所は一気に関脇へ昇進した。関脇としても双葉山を再びとったりで破り、終盤まで安藝ノ海と優勝争いを繰り広げた。この場所は初日から7連勝）し、13勝2敗の好成績で場所後に安藝ノ海と共に大関昇進を果たした。
しかし、両膝の故障によって新大関となった1941年1月場所を途中休場すると、同年5月場所は9日目で7勝2敗の成績を挙げ、勝ち越しと角番脱出まであと1勝と迫っていた。だが先場所痛めた膝の状態が悪化、終盤の10日目から6連敗を喫した上、7勝7敗で迎えた千秋楽には関脇・照國萬藏に敗れて7勝8敗と皆勤しながらも大関で2場所連続負け越しを記録、大関昇進の決まった照國と入れ替わるように、1942年1月場所は関脇に陥落してしまった。その場所も全休し、そのまま廃業した。大関在位数は僅か2場所で昭和時代において史上1位の短命大関であり（年6場所制となった1958年以降の短命大関歴代1位は御嶽海久司の4場所)。太平洋戦争の激化により角界そのものの存続が保証されておらず、親方衆が身銭を切って多額の借金をしてまでその屋台骨を支えている様子を見て協会に残る意欲が無くなったという。
廃業後は郷里へ戻ってかまぼこ工場を経営したが、のちに再び上京して東京・新川で故郷の五島の海産物などを扱う食料品店、その後相撲料理店「みどり」や伊豆稲取でホテルを経営した。1973年5月6日に死去、60歳没。

## 人物・エピソード
- 後に横綱へ昇進する佐田の山晋松は後年、五島列島出身の五ツ嶋の活躍に憧れて角界入りを目指したことを語っている。当初は五島列島出身の先輩力士に倣って「五ツ」が入った四股名にしようとしたが、「五ツ」を含んだ四股名の力士が多かったことから四股名の命名に困り、佐田の山は止む無く自身の本名（佐々田）から四股名を命名したという。
- 現役時代から酒豪で、日本酒は1日5升は飲んでいたという。
- 後輩力士の面倒見が良く、後に大関となった増位山大志郎の自伝によると恩人として大いに尊敬していたという。

### 大関と角番
五ツ嶋は1941年5月場所を7勝8敗で終え、途中休場した前場所に続いて、大関の地位で2場所連続の負け越しとなり、1942年1月場所で関脇へ陥落した。角番の大関が14日目の時点で7勝7敗となり、千秋楽に敗れて陥落した力士は五ツ嶋の他に栃ノ心剛史（2019年3月場所、角番は自身2度目）がいるが、最初の角番で関脇に陥落したのは2019年5月場所までに五ツ嶋のみである。五ツ嶋の陥落以降、栃ノ心の陥落までに千秋楽を7勝7敗で迎えた角番大関は13名（豪栄道豪太郎、照ノ富士春雄はそれぞれ2度）いるが、それまでの角番大関全員が千秋楽に勝利して角番を脱出、勝率は10割だった。
角番大関・栃ノ心は2019年3月場所千秋楽で敗れ、7勝8敗で負け越したことで関脇陥落が決まったが、対戦相手の関脇・貴景勝光信は10勝5敗として3場所三役で合計34勝となり、正に栃ノ心と入れ替わる形で2019年5月場所に大関昇進を果たした。
次の同年5月場所で、貴景勝は五ツ嶋と同様に新大関の場所を途中休場しており、関脇転落直後の栃ノ心は同場所14日目で10勝をあげ、大関特例復帰を果たしている（しかし栃ノ心は復活後、2019年7月・9月場所と2場所連続負越しで関脇再陥落となった）。
なお、新大関から2場所で陥落したケースは、2019年9月場所までに、五ツ嶋・武双山正士・貴景勝の3人がいる。そのうち武双山は、新大関の2000年5月場所を腰痛の悪化による怪我で初日から全休、同年7月場所も4勝11敗と負け越して関脇陥落したが、直後の同年9月場所千秋楽に10勝5敗の成績で、上述の栃ノ心同様1場所で大関特例復帰を成し遂げた。さらに貴景勝も、右膝関節内側側副じん帯損傷の怪我により、新大関の2019年5月場所（3勝4敗8休）、同年7月場所（全休）と2場所連続負越しで関脇陥落するも、同年9月場所12日目に10勝目を挙げて大関特例復帰（結果12勝3敗、優勝同点）を達成している。

## 主な成績
- 通算成績：171勝113敗20休　勝率.602
- 幕内成績：86勝58敗20休　勝率.597
- 大関成績：12勝13敗5休　勝率.480
- 通算在位：30場所
- 幕内在位：12場所
- 大関在位：2場所
- 三役在位：2場所（関脇2場所、小結なし）
- 金星：1個（双葉山1個）

### 場所別成績
| 1930年 （昭和5年） | x                  | x                  | （前相撲）         | （前相撲）         |
| 1931年 （昭和6年） | 東序ノ口7枚目 5–1  | 東序ノ口7枚目 4–2  | 西序二段10枚目 3–3 | 西序二段10枚目 5–1 |
| 1932年 （昭和7年） | 東三段目15枚目 5–3 | 東三段目15枚目 8–2 | 東幕下17枚目 7–4   | 東幕下17枚目 4–7   |
| 1933年 （昭和8年） | 東幕下11枚目 5–6   | x                  | 東幕下14枚目 7–4   | x                  |
| 1934年 （昭和9年） | 西幕下2枚目 6–4    | x                  | 東十両8枚目 6–5    | x                  |
| 1935年 （昭和10年） | 東十両5枚目 5–6    | x                  | 西十両8枚目 8–3    | x                  |
| 1936年 （昭和11年） | 西十両筆頭 7–4     | x                  | 東前頭15枚目 7–4   | x                  |
| 1937年 （昭和12年） | 西前頭5枚目 7–4    | x                  | 西前頭筆頭 4–9     | x                  |
| 1938年 （昭和13年） | 西前頭6枚目 10–3   | x                  | 東前頭2枚目 5–8    | x                  |
| 1939年 （昭和14年） | 東前頭6枚目 8–5    | x                  | 西前頭2枚目 9–6    | x                  |
| 1940年 （昭和15年） | 西前頭筆頭 11–4 ★  | x                  | 西張出関脇 13–2    | x                  |
| 1941年 （昭和16年） | 東張出大関2 5–5–5  | x                  | 東張出大関2 7–8    | x                  |
| 1942年 （昭和17年） | 西関脇 引退 0–0–15 | x                  | x                  | x                  |
| 各欄の数字は、「勝ち-負け-休場」を示す。 優勝 引退 休場 十両 幕下 三賞：敢=敢闘賞、殊=殊勲賞、技=技能賞 その他：★=金星 番付階級：幕内 - 十両 - 幕下 - 三段目 - 序二段 - 序ノ口 幕内序列：横綱 - 大関 - 関脇 - 小結 - 前頭（「#数字」は各位内の序列） |                    |                    |                    |                    |

### 幕内対戦成績
| 力士名 | 勝数 | 負数 | 力士名   | 勝数 | 負数 | 力士名   | 勝数 | 負数 | 力士名   | 勝数 | 負数 |
| ------ | ---- | ---- | -------- | ---- | ---- | -------- | ---- | ---- | -------- | ---- | ---- |
| 青葉山 | 5    | 1    | 旭川     | 4    | 3    | 天城山   | 1    | 0    | 綾錦     | 1    | 0    |
| 射水川 | 1    | 1    | 大潮     | 1    | 1    | 大浪     | 3    | 0    | 海光山   | 3    | 3    |
| 鏡岩   | 1    | 2    | 桂川     | 2    | 2    | 金湊     | 4    | 1    | 九ヶ錦   | 2    | 0    |
| 小嶋川 | 1    | 0    | 小松山   | 1    | 0    | 佐賀ノ花 | 1    | 2    | 佐渡ヶ嶋 | 0    | 1    |
| 清水川 | 0    | 1    | 鯱ノ里   | 5    | 1    | 髙登     | 1    | 0    | 太刀若   | 1    | 1    |
| 楯甲   | 6    | 2    | 玉錦     | 0    | 2    | 玉ノ海   | 2    | 6(1) | 筑波嶺   | 1    | 0    |
| 鶴ヶ嶺 | 5    | 1    | 照國     | 1    | 2    | 土州山   | 2    | 1    | 巴潟     | 2    | 0    |
| 名寄岩 | 3    | 5    | 羽黒山   | 0    | 6    | 幡瀬川   | 3    | 0    | 磐石     | 6    | 2    |
| 番神山 | 1    | 0    | 冨士ヶ嶽 | 5    | 1    | 二瀬川   | 0    | 1    | 双葉山   | 2    | 5    |
| 双見山 | 0    | 1    | 前田山   | 4    | 0    | 松前山   | 1    | 0    | 松浦潟   | 2    | 1    |
| 三熊山 | 1    | 0    | 男女ノ川 | 0    | 2    |          |      |      |          |      |      |